# Revere
Revere és un municipi situat al territori de la província de Màntua, a la regió de la Llombardia (Itàlia).
Revere limita amb els municipis de Borgofranco sul Po, Magnacavallo, Ostiglia, Pieve di Coriano, Serravalle a Po i Villa Poma.
Pertanyen al municipi la frazione de Zello

## Galeria

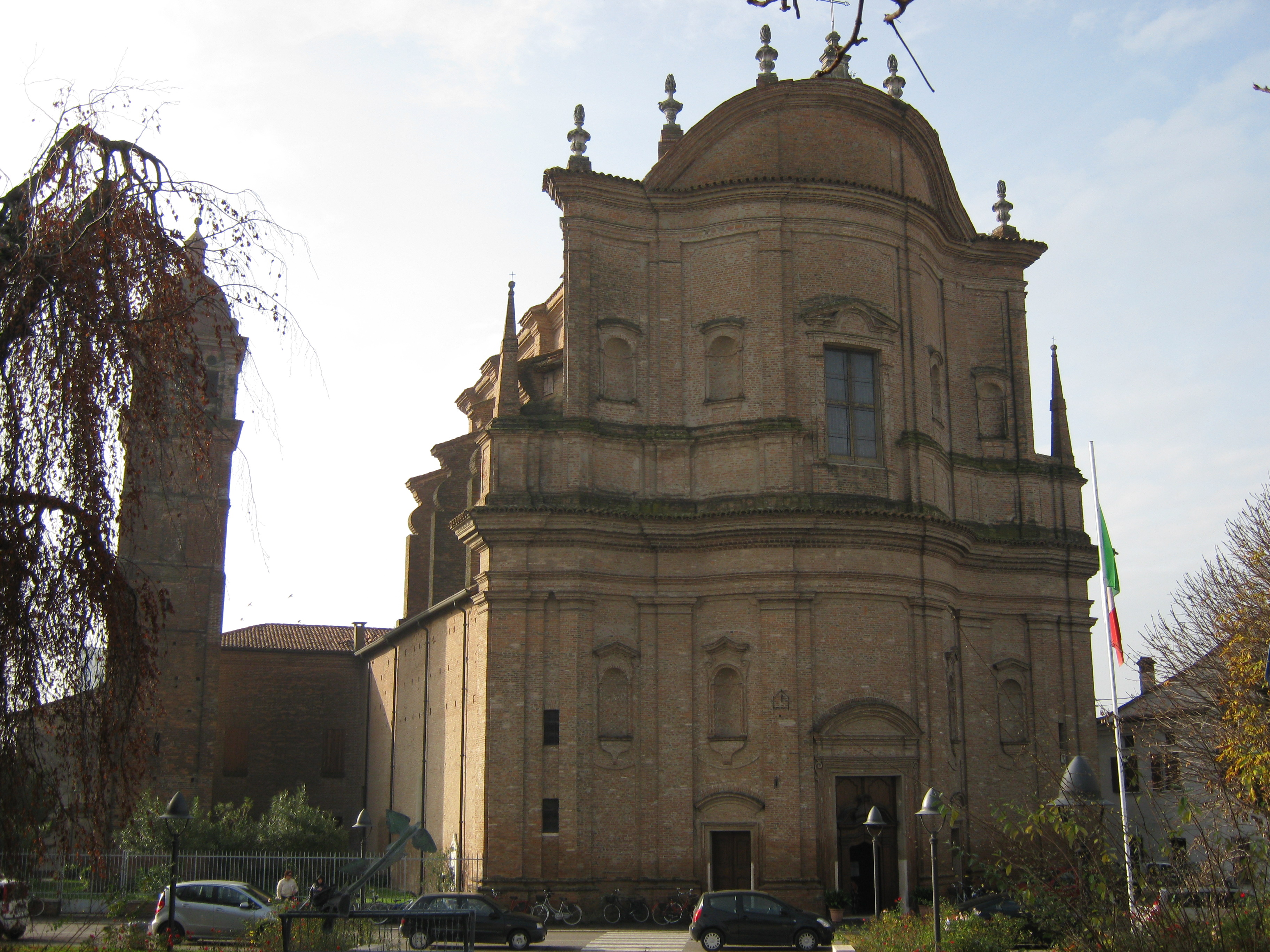
Església parroquial
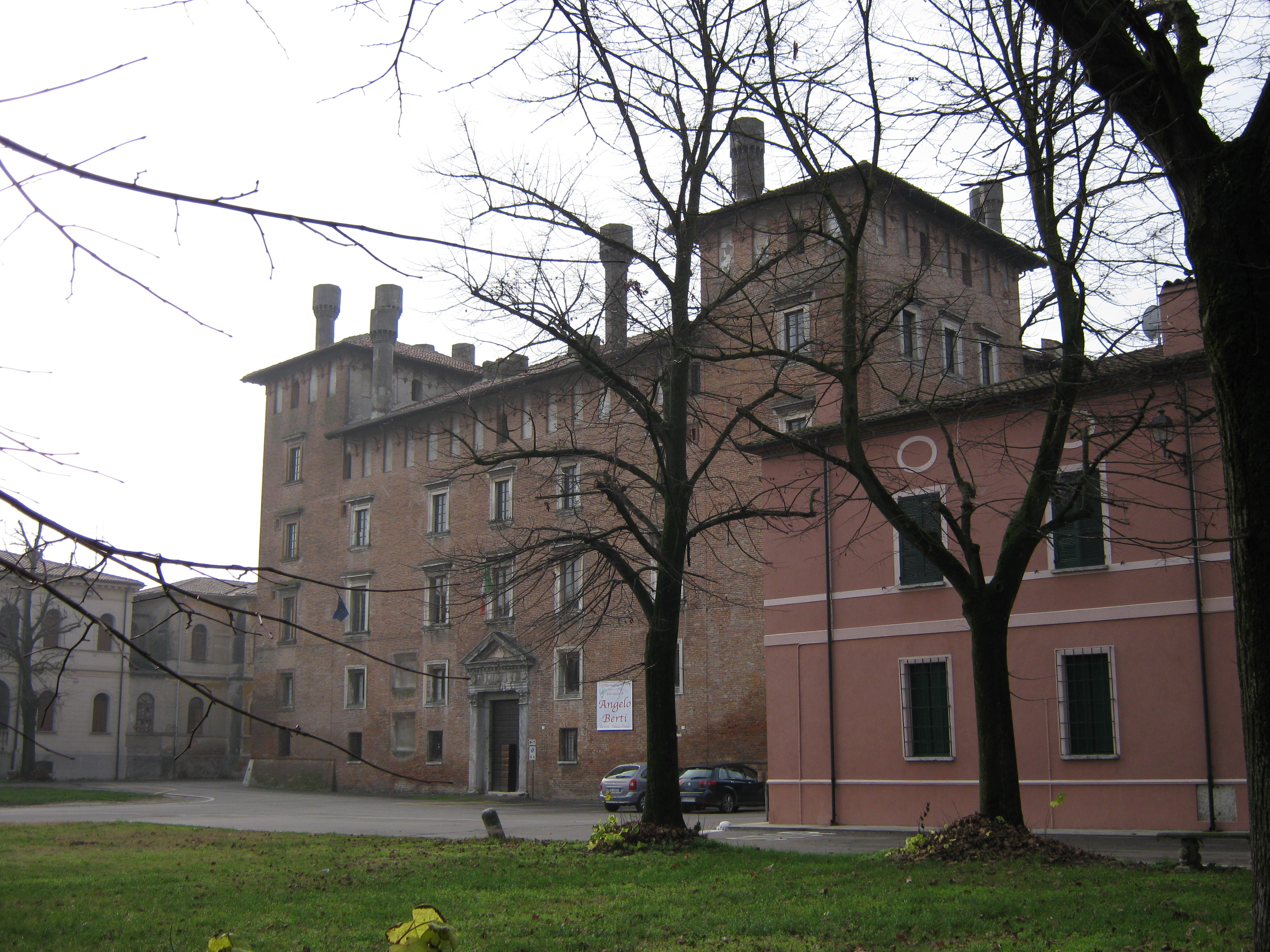
Palazzo Ducale
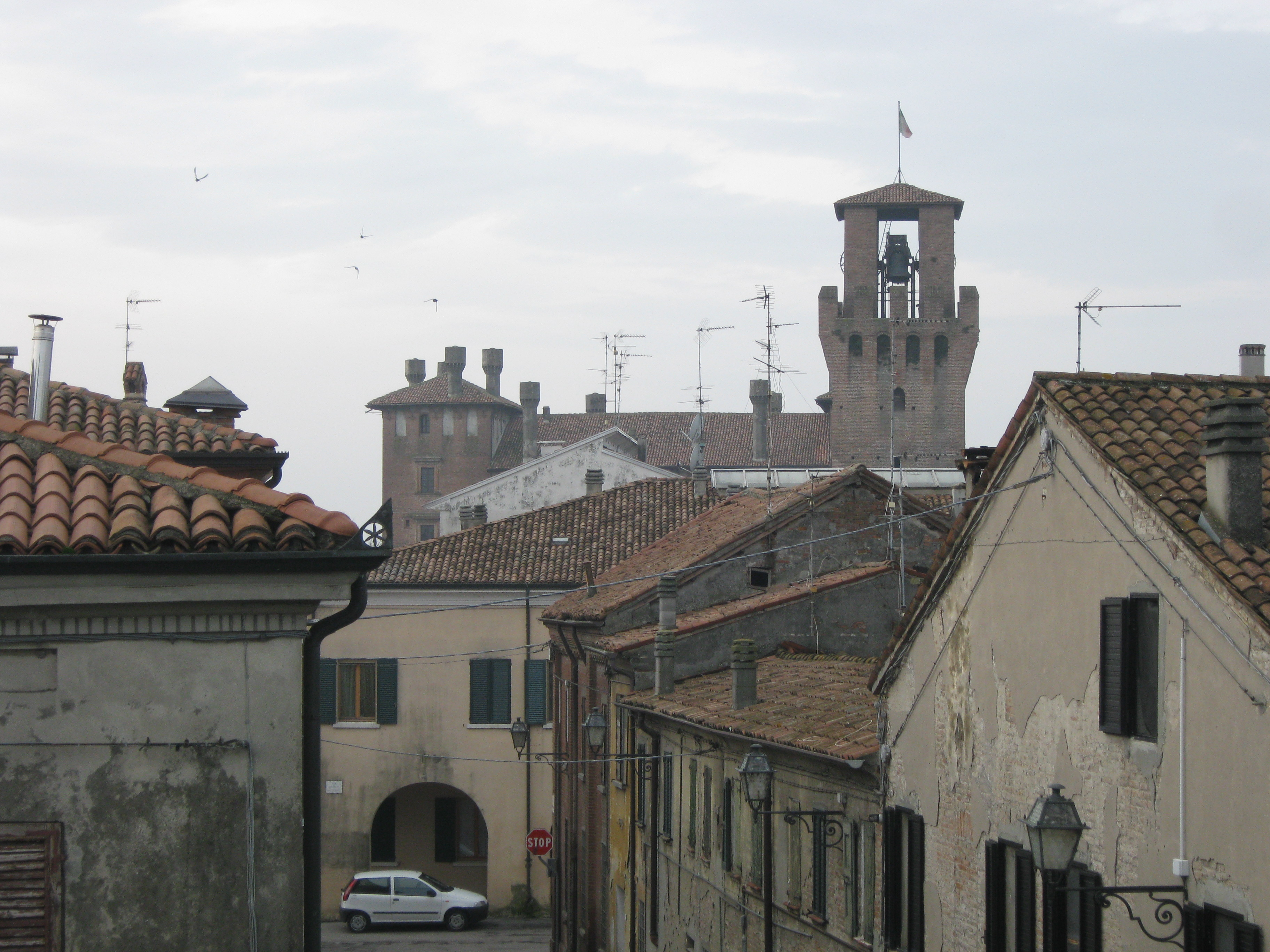
Vista del poble
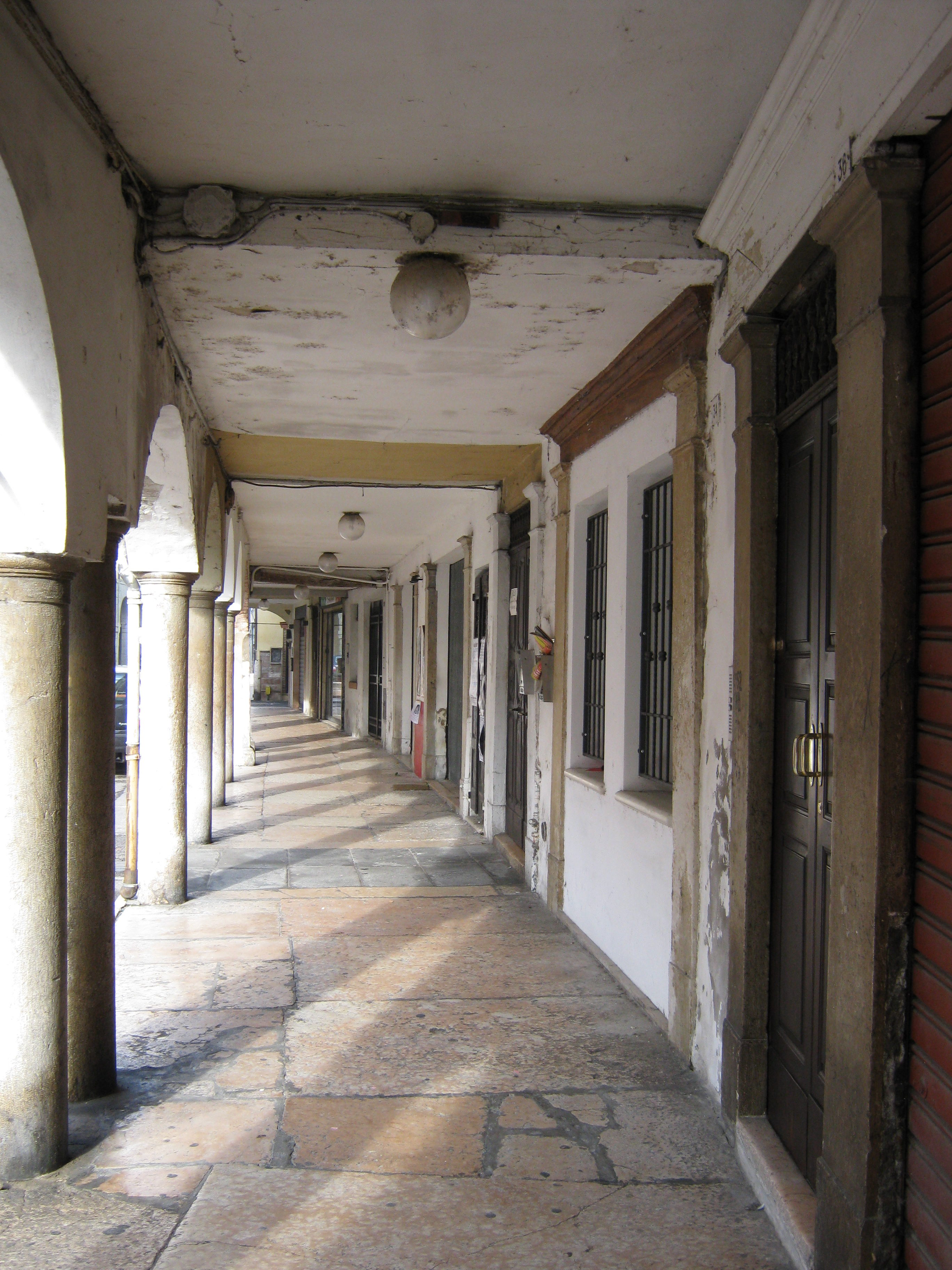
Pòrtics